# Drömmen på Volga

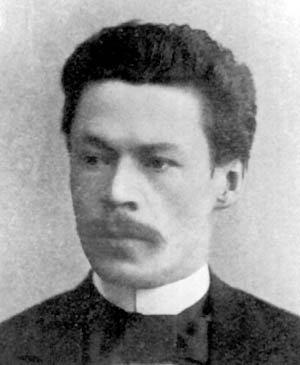
Anton Arenskij

Drömmen på Volga (ryska: Сон на Волге) är en rysk opera i fyra akter med musik av Anton Arenskij. Librettos skrevs av Arenskij efter Aleksandr Ostrovskijs melodrama Voyevoda. Operan hade premiär den 2 januari 1891 på Bolsjojteatern i Moskva med Arenskij som dirigent.

## Historia
Drömmen på Volga var Arenskijs första opera. Han började arbeta på den medan han ännu var student i Rimskij-Korsakovs kompositionsklass på musikkonservatoriet i Sankt Petersburg och slutförde den 1890. Tjajkovskij, vars musik hade en markant påverkan på Arenskij, hade tjugo år tidigare omarbetat Ostrovskijs pjäs till en opera, Vojvoden. Men Tjajkovskij var så missnöjd med sin operan att han senare förstörde partituret. Arenskijs version var mer trogen pjäsen än Tjajkovskijs, vilken hade kondenserat ned Ostrovskijs originalversion på fem akter till tre. Tjajkovskij skrev till sin broder Modest att han inte hade varit särskilt imponerad då Arenskij hade spelat fragment från sin opera i Sankt Petersburg, men efter att ha tittat igenom det kompletta partituret sommaren 1890 samt närvarat vid premiären, var han övertygad om att det var en av de bästa ryska operorna. Han ansåg att musiken var "mycket elegant" men medgav att om den hade ett fel så var det "en viss monotoni i metoden" som påminde honom om Rimskij-Korsakov.
Igor Stravinskij, en senare student till Rimskij-Korsakov, mindes att ha bevistat en föreställning av Drömmen på Volga i Sankt Petersburg med sin lärare. Stravinskij hävdade att han fann musiken trist och att under ett basklarinettsolo, avsett att frammana en kuslig atmosfär, kommenterade Rimskij-Korsakov högt: "den nobla basklarinetten borde inte användas för sådant nesligt användande." Musikforskaren Richard Taruskin har tvivlat på att Stravinskijs anekdot är sann enär den enda föreställningen av operan i Sankt Petersburg 1903 inträffade vid en tidpunkt då det var högst osannolikt att de var så kontanta att de skulle ha bevistat en föreställning tillsammans. Taruskin påpekar också att Vasilij Yastrebtsev skrev i sin Reminiscences of Rimsky-Korsakov att han en dag 1903 hade funnit kompositören "bläddrat igenom Drömmen på Volga och uppriktigt beundrat många sidor [...] 'Nuförtiden,' sade han att ingen skriver så här numera; det har en smak av något oersättligt.'"